# Upplands runinskrifter 1067
Runinskrift U 1067 är en runsten vid Åkerby kyrka, nordväst om Uppsala, Uppsala kommun. Stenen är rest en meter söder om den södra tornväggen och står en meter väster om runstenen U 1066.
Österut, i kyrkogårdsmuren, finns också runstenen U 1068.

## Stenen

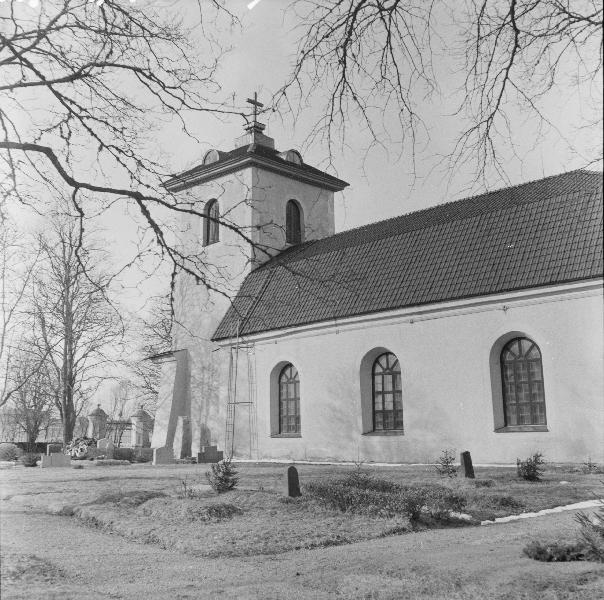
Åkerby kyrka med de två runstenarna U 1067 och U 1066 längst till vänster längs kyrkväggen.

De äldsta kända uppgifterna om U 1066 och U 1067 är från 1600-talet då stenarnas läge - då inmurade i kyrkväggen - beskrivs. Stenarna rappades över och glömdes bort i samband med en tillbyggnad av en sakristia. Först 1949 återfanns stenarna. De ursprungliga platserna är okända, men det är troligt att de varit resta i kyrkans närhet.
U 1067 är i röd granit, 2,43 meter hög, 0,62 meter bred (vid korset) samt 0,6 meter tjock.

## Inskriften
Ristningen är signerad av Brandr som även har ristat den intillstående U 1066. Runornas höjd är mellan 6 och 12 centimeter.
Translitterering av runraden:
¤ (u)talfriþʀ : raisti · staina + þisa a-tʀ · styr · faþur : sin · (k)...þ hilbi · ant þira bratr hiuk run-ʀ
Normalisering till runsvenska:
Oðalfriðr/Oðalfreðr ræisti stæina þessa æ[f]tiʀ Styr, faður sinn. G[u]ð hialpi and þæiʀa. Brandr hiogg run[a]ʀ.
Översättning till nusvenska:
Odalfrid reste dessa stenar efter Styr, sin fader. Gud hjälpe deras själ. Brand högg runorna.
I ristningen antyds alltså att U 1067 var en av flera ursprungliga stenar, troligen runstenen i sig och en okänd mängd bautastenar.